# U.S. Highway 51
Der U.S. Highway 51 (kurz US 51) ist ein United States Highway in den Vereinigten Staaten. Er beginnt in Hurley im Bundesstaat Wisconsin und endet nach 2070 Kilometern in Laplace.

## Lage
Die US Route 51 ist ein Highway, der sich über 2070 km (1286 miles) von den westlichen Vororten von New Orleans, Louisiana bis zu einer Länge von 30 Metern von der Grenze Michigans zu Wisconsin erstreckt. Ein Großteil des Highways ist in Illinois und im Süden Wisconsins, er verläuft parallel zur Interstate 39 (I-39), der Großteil verläuft jedoch parallel zur Illinois Central Railroad. Das nördliche Ende der Autobahn ist zwischen Hurley in Wisconsin und Ironwood in Michigan, dort endet der Highway mit einem T–Austausch. Die südlichste Endstation ist in Laplace, Louisiana, und endet bei der US 61.

## Geschichte
US Highway 51 ist eine der „Hauptstraßen“ des amerikanischen mittleren Westens und eine der ursprünglichen Routen, die von der American Association of State Highway Officials (AASHO, heute AASHTO) im November 1926 erstellt wurde. Damals begannen die US 51 in der Innenstadt von New Orleans, wo sie mit einem weiteren Nord-Süd Highway, dem US-Highway 61, verdoppelt wurden. Die beiden Routen teilten sich nördlich von New Orleans, in der Nähe des heutigen eigentlichen Startpunktes der US 51 in La Place, Louisiana auf.